# ژوزه سید
ژوزه سید (به انگلیسی: José Cid) (زاده ۴ فوریه ۱۹۴۲) خواننده پرتغالی است.
او نماینده پرتغال در یوروویژن ۱۹۸۰ بود.